# Dariusz Basiński

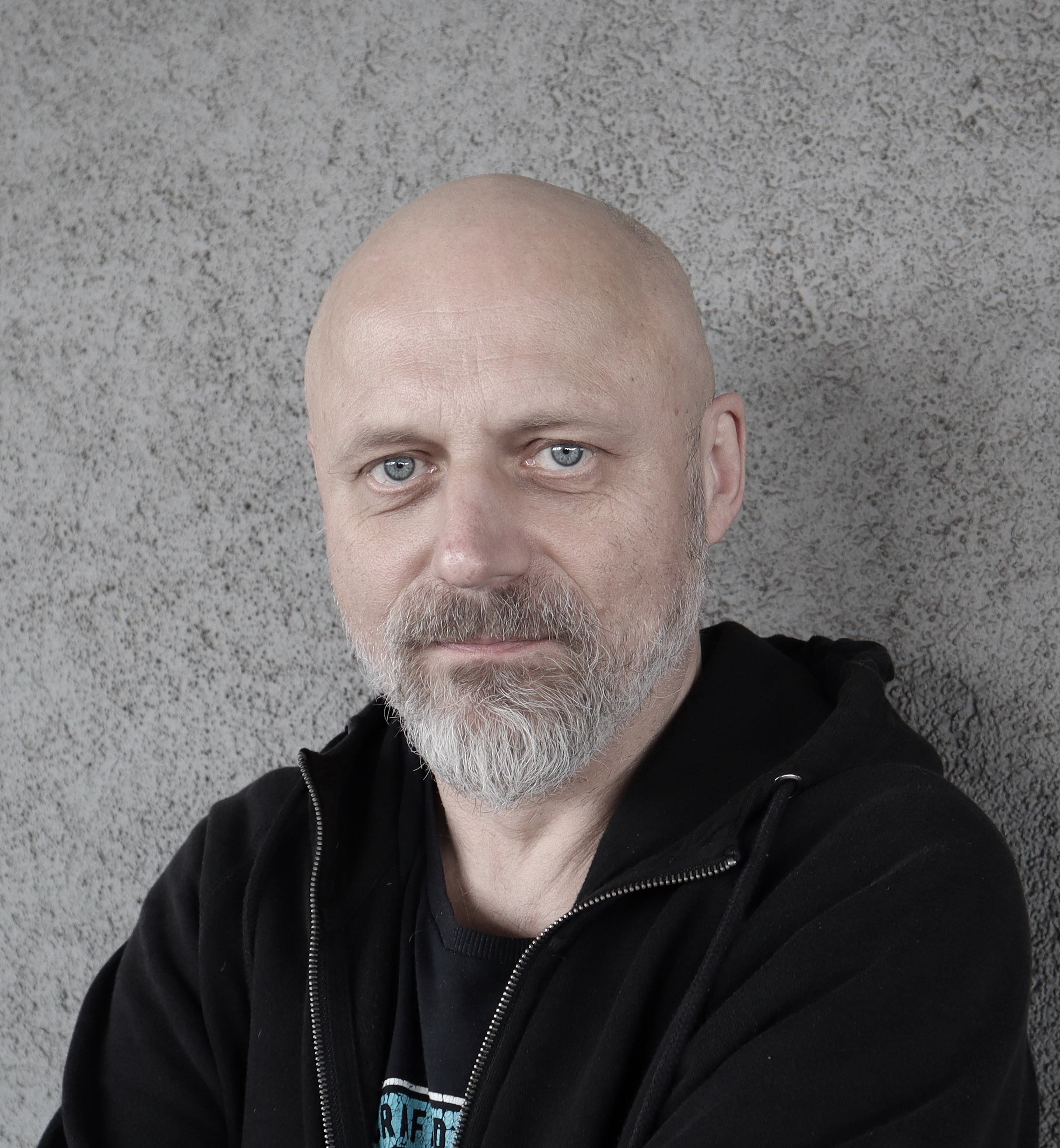
Dariusz Basiński (2024)

Dariusz Basiński (* 5. Mai 1967 in Katowice) ist ein polnischer Schauspieler und Dichter.

## Leben
1995 gründete Basiński mit Dariusz Rzontkowski und Tomasz Skorupa des Kabaretts Mumio. Letztere verließen jedoch sogleich die Gruppe und wurden durch Jadwiga Basińska und Jacek Borusiński ersetzt. 2001 wurde das Kabarett mit dem Leon-Schiller-Preis ausgezeichnet. 2005 produzierte die Gruppe Werbespots für die Firma Polkomtel, dem Netzbetreiber der Mobiltelefonmarke Plus, für die sie mit Fernsehpreis Wiktory ausgezeichnet wurden.
2008 debütierte Basiński mit dem Gedichtband Motor kupił Daszan, für den 2009 er den Breslauer Lyrikpreis Silesius für das Debüt des Jahres erhielt.

## Filmografie
- Nóż w głowie Dino Baggio, 1999
- A jednak olimpiada w Zakopanem!, 1999
- Święta polskie, 2005
- Metanoia, 2005
- Hi Way, 2006
- Latarnik, 2007
- Cudowne lato, 2010
- Kinoteatr Mumio, 2016
- Bóg w Krakowie, 2016

## Bibliografie
- Motor kupił Daszan, 2008 (Debüt des Jahres des Breslauer Lyrikpreises Silesius 2009)